# Erfolgshaftung
Erfolgshaftung ist im deutschen Privatrecht ein Ausnahmetatbestand zur grundsätzlich vorherrschenden Verschuldenshaftung und steht damit für Haftung ohne Verschulden. Entsteht ein Schaden oder ein rechtswidriger Zustand ohne Verschulden (sogenannter Erfolgseintritt), beruht er im Sinne des Rechts auf Zufall. Im Gegensatz zur Verschuldenshaftung muss der Schuldner dem Geschädigten einen Schaden nicht deshalb ersetzen, weil er infolge seines Verschuldens zu vertreten hat, sondern unabhängig davon, ob ihm ein eigenes Verschulden vorzuwerfen ist.
Unterschieden wird dabei zwischen einfachem Zufall, wie er in § 350 BGB für Fälle des zufälligen Untergangs im Rücktrittsrecht geregelt ist beziehungsweise in § 848 BGB bei Entziehung einer Sache und höherer Gewalt, wie sie im Reisevertragsrecht (§ 651j BGB) oder im Recht des Gastwirts (§ 701 BGB) geregelt ist. Höhere Gewalt liegt nicht bereits bei Verschuldenslosigkeit vor, hinzutreten muss vielmehr ein „außergewöhnliches Ereignis“, das unter den ansonsten gegebenen Umständen auch bei höchster Sorgfaltsanstrengung nicht vermieden hätte werden können.
Außerhalb bestehender Schuldverhältnisse wird eine Erfolgshaftung ohne Verschulden nur wenigen Ausnahmefällen der Gefährdungshaftung, zu welcher der Begriff der Erfolgshaftung gelegentlich synonym verwendet wird, und bei der Haftung im Fall des zufälligen Schuldnerverzugs nach § 287 BGB verwendet. Dazu gehören insbesondere die Haftungsgrundlagen des § 833 BGB (Tierhalterhaftung) und von Sondergesetzen wie das Berggesetz, Atomgesetz oder Umwelthaftungsgesetz.
Rechtshistorisch betrachtet, ist die Erfolgshaftung älter als die heute vorwiegend geltende Verschuldenshaftung In früheren Rechtsordnungen, wie etwa dem altorientalischen oder frühmittelalterlichen Recht, war die Erfolgshaftung auch im Strafrecht üblich. Auch dort kommt es heute sowohl für die Strafbarkeit einer Handlung als auch für die Strafzumessung auf die Schuld des Täters an.